# Обработка на сигнали
Обработка на сигнали е област от електротехниката, системното инженерство и приложната математика, която се занимава с операции и анализ на сигнали, в или обособени или продължителни интервали за извършването на полезни операции с тези сигнали. Такива сигнали например могат да бъдат звук или изображение. Например това може да означава филтрация, разделение на информационните потоци, усилване на сигнал (в радиотехниката).